# Walden Bello
Pour les articles homonymes, voir Bello (homonymie).
Walden Bello, né le 11 novembre 1945 à Manille, est un sociologue et un écrivain engagé philippin. Il est récipiendaire d'un prix d'honneur du prix Nobel alternatif en 2003.

## Biographie
En 1966, après un baccalauréat ès arts en sciences humaines obtenu à l'Université Ateneo de Manila, Walden Bello rejoint l'Université de Princeton où il obtient une maîtrise, en 1972, suivie d'un doctorat en sociologie, en 1975.
Walden Bello s'engage dans l'activité politique à la suite de la déclaration de la loi martiale promulguée par Ferdinand Marcos le 21 septembre 1972. Ancien membre du Parti communiste, il rejoint dans les années 2000 le parti socialiste Akbayan.
Analyste politique, Walden Bello est également professeur de sociologie et d'administration publique à l'Université des Philippines. Il a été directeur exécutif du réseau Focus on the Global South, organisation antimondialiste jusqu'à son remplacement par le bolivien Pablo Solón Romero en 2012.
Le site de Right Livelihood Award le décrit comme un des chefs de file de la critique du modèle actuel de la globalisation économique, combinant l'intellectuel et l'activiste.
Bello est aussi membre du Transnational Institute (installé à Amsterdam), administrateur de Greenpeace (bureau Asie du Sud-est).

## Reconnaissance
Walden Bello est récipiendaire d'un prix d'honneur du prix Nobel alternatif en 2003, « pour ses efforts remarquables visant à sensibiliser la société civile sur les effets de la mondialisation des entreprises, et comment les alternatives peuvent être mises en œuvre. ».

## Citation
« La mondialisation a perdu sa promesse. Les forces représentant la solidarité humaine et la communauté n'ont pas d'autre choix que d'intervenir rapidement pour convaincre les masses désenchantées que, comme la bannière du Forum social mondial de Porto Alegre le proclame : « Un autre monde est possible » ! »

— Walden Bello, Discours d'acceptation du prix Nobel alternatif, le 9 décembre 2003

## Œuvres de Walden Bello
- La fin de l'empire américain : La désagrégation du système américain  (trad. Paul Chemla), Fayard, 2006, 336 p. (ISBN 978-2-213-62744-1)
- (en) American Lake : The nuclear peril in the Pacific, 1984
- (en) Dragons in Distress : Asia's Miracle Economies in Crisis, Food First Books, 1992, 168 p. (ISBN 978-0-935028-55-3)
- People and Power in the Pacific, Pluto Press, London, 1992
- Dark Victory: The United States and Global Poverty, 1999
- Global Finance: Thinking on regulating speculative capital markets, 2000
- (avec Anuradha Mittal), The Future in the Balance: Essays on globalisation and resistance, University of the Philippines Press, Quezon City, Philippines, 2001
- Deglobalization: Ideas for a New World Economy, Zed Books, London, New York, 2002
- The Anti-Development State: the political ecnonomy of permanent crisis in the Philippines, 2004
- Dilemmas of Domination: the Unmaking of the  American Empire, 2005
- La Fabrique de la famine. Les Paysans face à la mondialisation, Éditions Carnets Nord, 2012
- La démondialisation. Idées pour une nouvelle économie mondiale, Paris, Éditions du Rocher, coll. "Le Serpent à plumes", 2011, 283 pages.

## Sources

### Autres sources
- (de) « Biographie de Walden Bello », in :Revue en ligne de, sur worldwhoswho.com, world who's who, 2010 (consulté le 10 mars 2010)
- (en) Bibliographie assez complète